# میلونیت

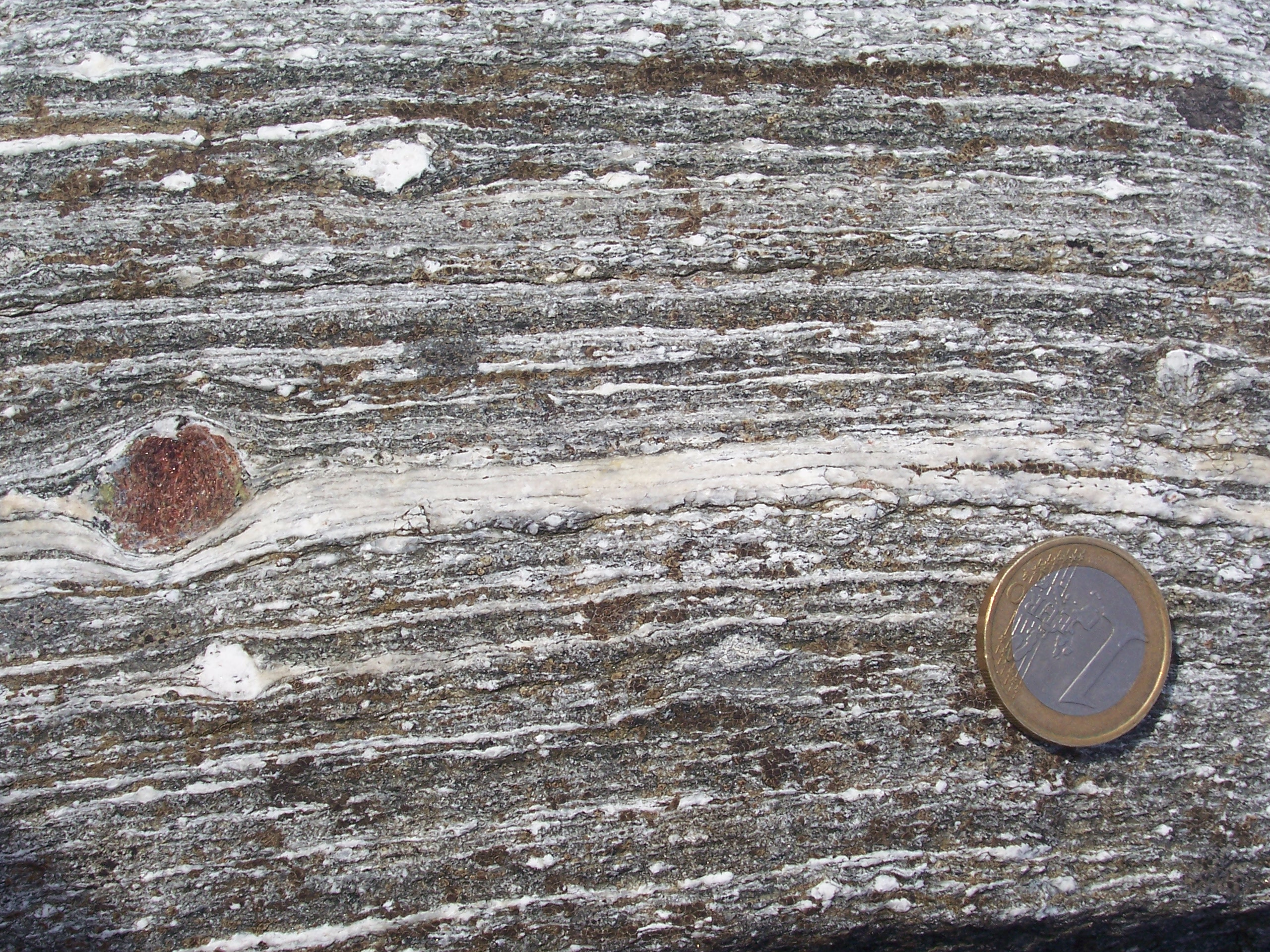
یک میلونیت آمفیبولیتی در بخش‌های مرکزی نروژ.

میلونیت (انگلیسی: Mylonite) نوعی سنگ دگرگونی ریزدانه و فشرده‌است که بر اثر فرایند تبلور مجدد پویا کانی‌های تشکیل‌دهنده که منجر به کاهش اندازه دانه سنگ می‌شود، پدید می‌آید. میلونیت‌ها ممکن است ترکیب کانی‌شناسی متنوع و متفاوتی داشته باشند و طبقه‌بندی کلاسیک آن‌ها بر اساس ظاهر بافتی سنگ است.
میلونیت‌ها سنگ‌های تغییرشکل‌یافته‌ای هستند که از تجمع کرنش برشی بزرگ در پهنه‌های گسلی شکل‌پذیر تشکیل شده‌اند. در مورد شکل گیری میلونیت‌ها  دیدگاه های مختلفی وجود دارد، اما به طور کلی توافق بر این است که تغییر شکل بلوری-خمیرسان باید رخ داده باشد و اینکه شکستگی و جریان تنش‌آوارشی فرآیندهای ثانویه در تشکیل آن‌ها هستند.